# Wezelachtigen
De wezelachtigen (Mustelinae) vormen een onderfamilie van roofdieren uit de familie van de marterachtigen (Mustelidae). De onderfamilie bestaat uit 21 nog levende soorten, verdeeld over twee geslachten en omvat onder andere de wezel en de bunzing. Vroeger omvatte de onderfamilie ook de veelvraten, marters en vele andere marterachtigen, met uitzondering van de otters.

## Indeling
- Onderfamilie Mustelinae (Wezelachtigen)
  - Geslacht Mustela (Wezels en verwanten)
    - Mustela aistoodonnivalis
    - Wezel (Mustela nivalis)
    - Siberische wezel (Mustela sibirica)
    - Bergwezel of alpenwezel (Mustela altaica)
    - Rugstreepwezel (Mustela strigidorsa)
    - Japanse wezel (Mustela itatsi)
    - Geelbuikwezel (Mustela kathiah)
    - Naaktzoolwezel (Mustela nudipes)
    - Javaanse wezel (Mustela lutreolina)
    - Hermelijn (Mustela erminea)
    - Amerikaanse hermelijn (Mustela richardsonii)
    - Mustela haidarum
    - Bunzing (Mustela putorius)
    - Fret (Mustela furo)
    - Steppebunzing (Mustela eversmanni)
    - Zwartvoetbunzing (Mustela nigripes)
    - Europese nerts (Mustela lutreola)

  - Geslacht Neogale
    - Amazonewezel of tropische wezel (Neogale africana)
    - Colombiaanse wezel (Neogale felipei)
    - Langstaartwezel (Neogale frenata)
    - Amerikaanse nerts of mink (Neogale vison)
    - Zeemink (Neogale macrodon)†

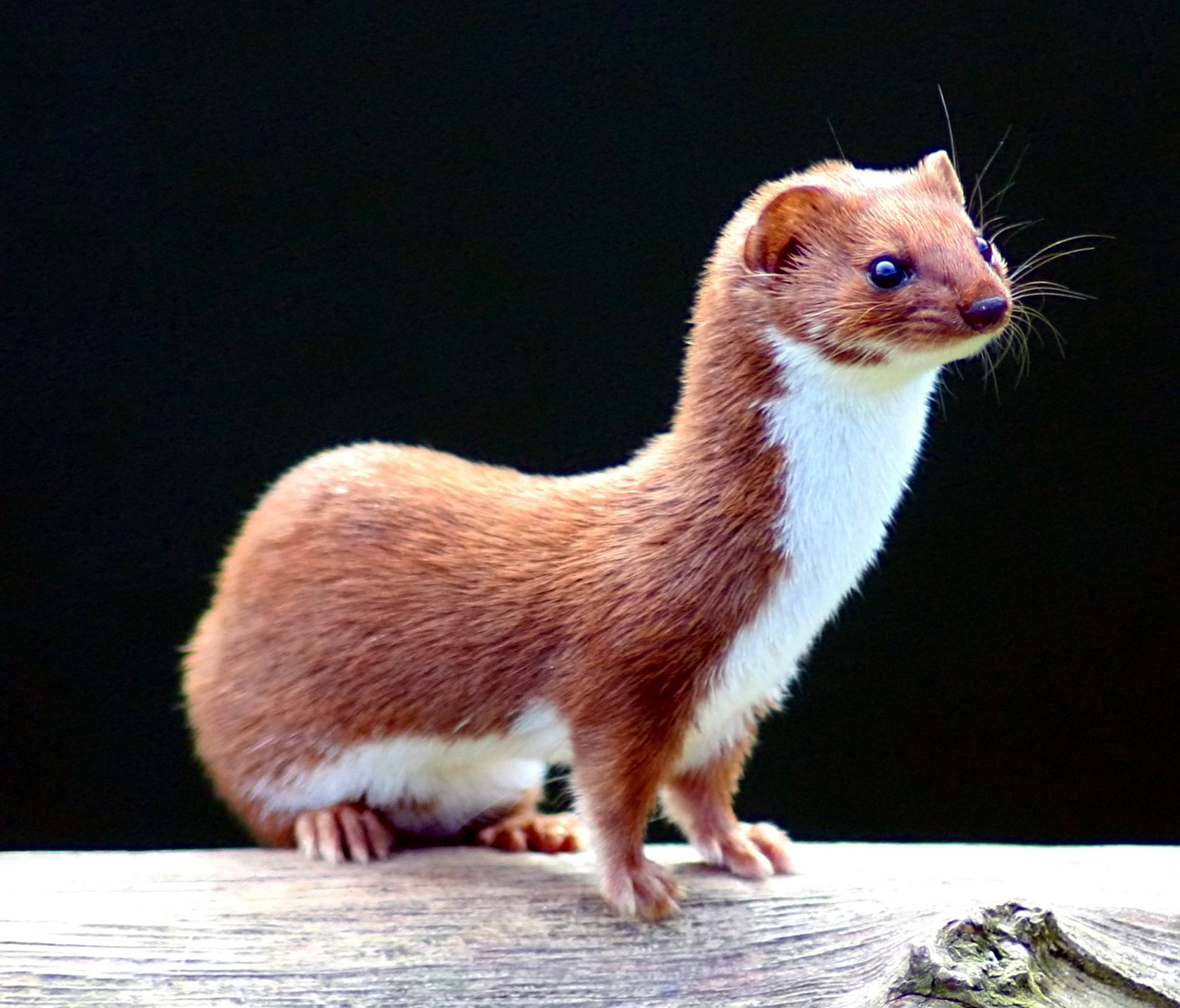
Wezel (Mustela nivalis)
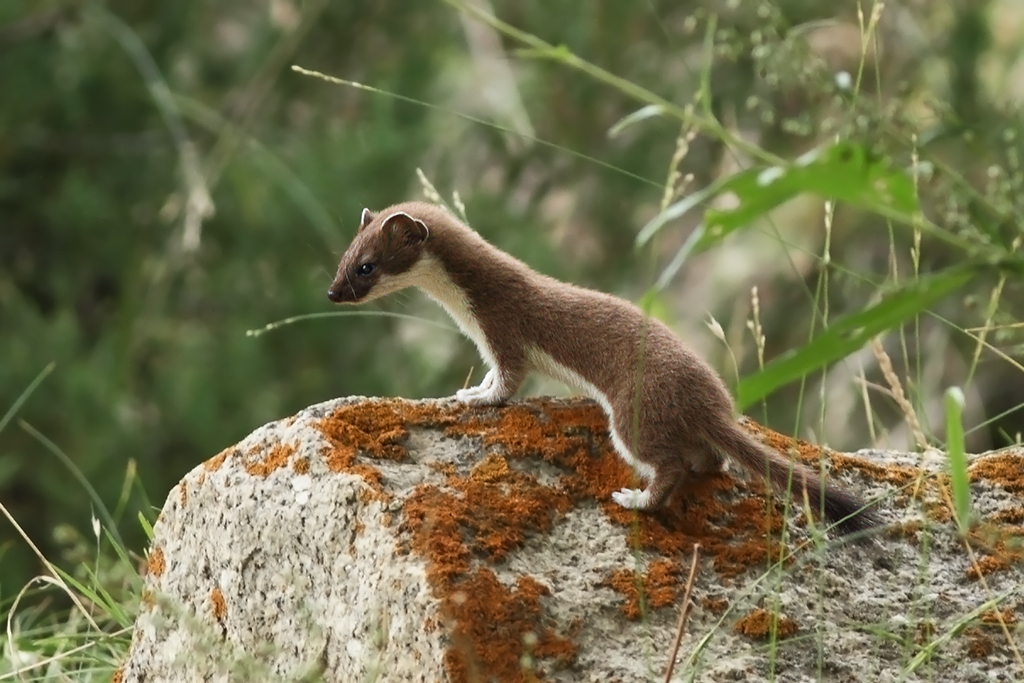
Hermelijn (Mustela erminea)
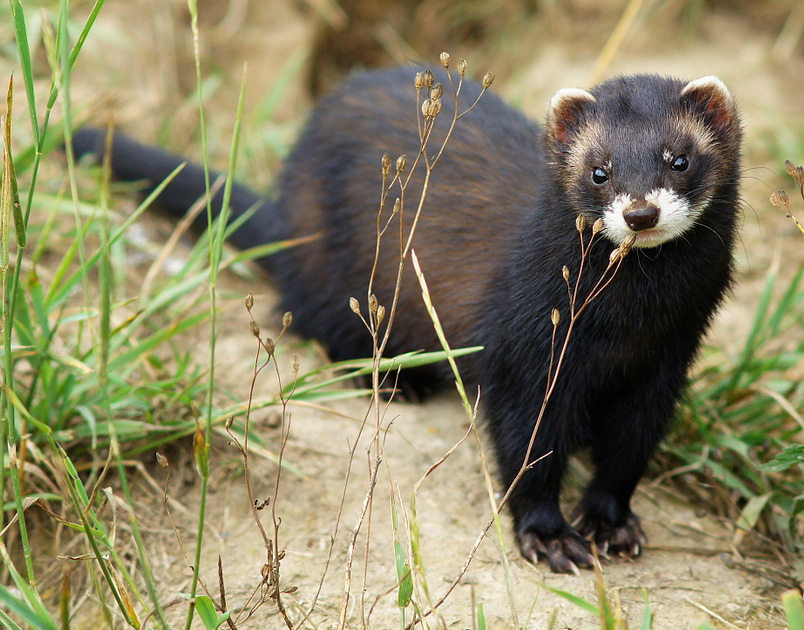
Bunzing (Mustela putorius)
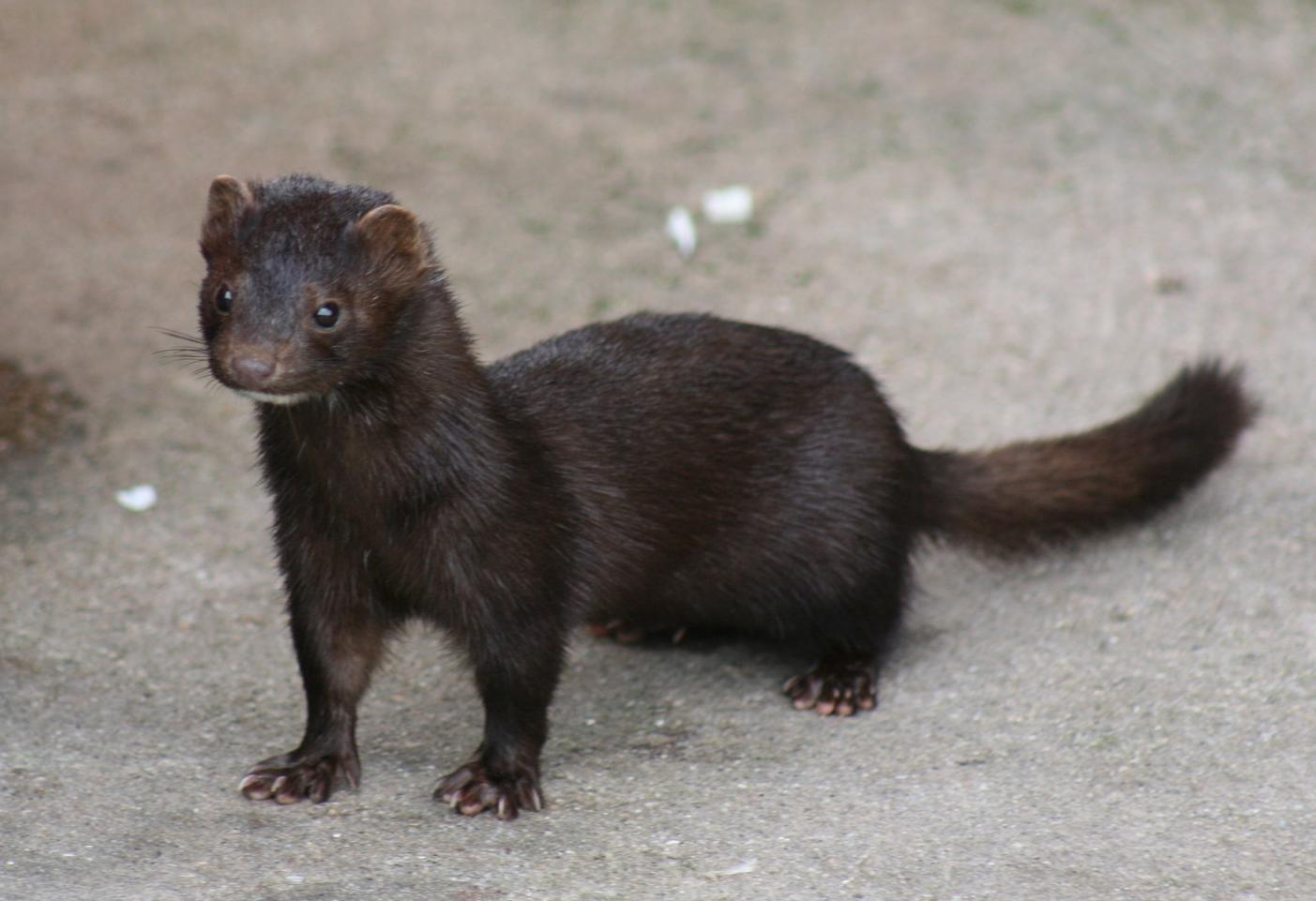
Amerikaanse nerts (Neogale vison)